# Анцута, Мацей Юзеф
Мацей Юзеф Анцута (?—1723) — религиозный и государственный деятель Великого княжества Литовского. Референдарий великий литовский (1705—1717). Епископ виленский (1722—1723). Сенатор Речи Посполитой.

## Биография
Шляхтич герба Анцута. Брат Ежи Казимира Анцута, религиозного деятеля Великого княжества Литовского.
Служил настоятелем в Кронах, Вилькомире, Свири, каноником Ливонским, смоленским и виленским с 1695 года.
4 декабря 1705 года, благодаря поддержке короля Августа Сильного, был назначен Референдарием Великого княжества Литовского.
В 1710 году стал Виленским суффраганом и титулярным епископом Мисинополиса во Фракии. В том же году подписал Сандомирскую конфедерацию.
Смотритель виленский с 1714 года. 14 июня 1717 года избран коадъютором епископа Константина Казимира Брзостовского после его смерти фактически возглавил Виленскую епархию. Построил костёлы в Вилькомире, Салоках, начал строительство приходского костёла в Новогрудках.
Умер внезапно на пути из Варшавы, где приносил сенаторскую присягу.
Похоронен в Кафедральном соборе Святого Станислава в Вильнюсе.